# Chloe Pirrie
Chloe Pirrie (Edimburgo, 25 de agosto de 1987) es una actriz escocesa. Ha interpretado papeles principales en la miniserie The Game del 2014, la película Shell del 2012 y la película para televisión de 2015 An Inspector Calls. También apareció en la miniserie War And Peace de 2016, la película Youth de 2015, Blood Cells de 2015 y The Waldo Moment, un episodio de Black Mirror de 2013. En 2015, coprotagonizó Stutterer, que fue la ganadora del Premio Óscar al mejor cortometraje de la edición de ese año.

## Biografía
Pirrie se crio en Stockbridge, Edimburgo, y asistió a la Escuela Mary Erskine, donde comenzó a actuar en la escuela y decidió seguirla como carrera después de ser elegida para una producción escolar de The Cherry Orchard. Se mudó a Londres a la edad de 18 años para asistir a la Guildhall School of Music and Drama y se graduó en 2009.

## Carrera artística
Incursionó en el mundo actoral en el 2009. Hizo su debut en el Royal National Theatre en una producción de 2010 de Men Should Weep junto a muchos otros actores escoceses. Poco después, apareció en Solstice, un cortometraje estrenado en 2010. Su primer papel en un largometraje fue en Shell (2012), un drama escocés en el que Pirrie interpretó al personaje principal homónimo. Por esta actuación, ganó el premio al actor revelación más prometedor en los British Independent Film Awards de 2013 y fue nominada a la mejor actriz revelación británica en los premios BFI London Film Festival Awards de 2012. En 2013, interpretó a una política en The Waldo Moment, un episodio de la serie de antología Black Mirror. En el mismo año, fue nombrada como una de las «Breakthrough Brits» de BAFTA y «UK Stars of Tomorrow» de Screen International.
En el 2016, protagonizó la serie de Netflix The Crown en su segunda temporada, interpretando a Eileen Parker. En el 2018, apareció como Andrómaca en la miniserie de BBC/Netflix Troya: La caída de una ciudad.
En 2019, apareció como la fiscal Ella Mackie en la miniserie de suspenso de la BBC The Victim.
En 2020, apareció en la adaptación cinematográfica de Autumn de Wilde de la novela Emma de Jane Austen como Isabella Knightley, hermana mayor del personaje principal interpretado por Anya Taylor-Joy. Más tarde ese año, también apareció en la miniserie de Netflix The Queen's Gambit como Alice Harmon, la madre biológica de Beth Harmon (también interpretada por Anya Taylor-Joy).